# Метилформиат
Метилформиат — метиловый эфир муравьиной кислоты.

## Свойства
Температура плавления −99,8 °C, температура кипения +31,8 °C; {\displaystyle d_{4}^{20}} 0,97, {\displaystyle n_{D}^{20}} 1,3431; растворим в воде (30,4 %), спирте, эфире; tвсп −21 °C; температура самовоспламенения +456 °C, КПВ 5,5—21,8 %. В водном растворе медленно гидролизуется:
{\displaystyle {\ce {HCOOCH3 + H2O = HCOOH + CH3OH}}}

## Получение
В лаборатории метилформиат получают реакцией конденсации метанола и муравьиной кислоты:
HCOOH + CH3OH → HCOOCH3 + H2O
Промышленный метилформиат получают из метанола и оксида углерода(II) в присутствии метилата натрия:
CH3OH + CO → HCOOCH3

## Применение
Растворитель жиров, минералов и растительных масел, эфиров целлюлозы, жирных кислот; в производстве некоторых уретанов; формамида, моно- и диметилформамида, муравьиной кислоты; фумигант; ларвицид.